# Omega Doom
Omega Doom è un film di fantascienza del 1996 diretto da Albert Pyun e interpretato da Rutger Hauer.

## Trama
cadaveri nudi saranno una cosa sola con l'uomo del vento e della luna occidentale;
quando le loro ossa arse dal sole saranno polverizzate, le stelle indicheranno il cammino;
anche se perderanno il senno, lo ritroveranno;
anche se annegheranno nel mare, riemergeranno;
anche se gli amanti si perderanno, l'amore resterà;
e mai più la morte regnerà sovrana»
(Introduzione con voce fuoricampo, dal poema di Dylan Thomas.)
In un futuro successivo alla Grande Guerra Mondiale dove i robot fronteggiarono gli esseri umani risultandone vincitori, si aggira Omega Doom, un ex soldato robot la cui memoria e le direttive primarie vennero distrutte da un proiettile vagante.
Omega Doom, chiamato genericamente "lo straniero", viene attirato da alcune lamentele che una testa robot rivolge ad un altro essere che la utilizza per giocarci a pallone. Il suo arrivo non passa inosservato dagli abitanti di queste macerie e proprio l'aiuto che fornisce alla testa lo fa entrare nei giochi di guerra psicologica delle diverse bande rivali. La testa porta a conoscenza dello straniero la situazione di stallo generatasi e gli fornisce importanti informazioni che lo aiuteranno a elaborare una sua strategia. La notizia che gli umani sopravvissuti si stanno riorganizzando per riprendersi il loro pianeta, ha portato le bande ad una tregua per la ricerca degli arsenali nascosti di armi tecnologicamente più avanzate di quelle loro in dotazione.
Omega Doom fa notare fin dall'inizio le sue capacità sconfiggendo in un duello Marko, l'androide che tormentava la testa, e crea i presupposti per un colloquio con i capi di entrambe le bande rivali. Sia con Zed, capo degli Androidi, che con Blackheart, capo dei ROM, Omega Doom pianifica una strategia che dovrebbe neutralizzare gli avversari, mettendo in atto un vero e proprio doppio gioco.
Tuttavia anche i due capi banda hanno organizzato una trappola per eliminarlo. Le disposizioni di Zed sono chiare, mentre lei si occuperà di uccidere lo straniero e Ironface (il ROM che lo seguirà), Zed Too (uno dei suoi compagni) dovrà eliminare Blackheart e Zinc (l'altro ROM rimasto). Quello che però Zed non ha previsto è che appena si mette sulle tracce di Omega Doom gli altri due Rom fanno irruzione ed eliminano i suoi Androidi (Zed e Titus).
Ironface ha capito il doppiogioco, ma quando tenta di aggredirlo ha la peggio e viene distrutta. La stessa sorte toccherà a Zed, anch'essa sorpresa dalla sua velocità.
Nel frattempo gli ultimi due ROM rimasti preparano un'imboscata a Omega Doom, tenendo come ostaggio l'inserviente robot del bar, che aveva stretto amicizia con lui. Il loro piano ha successo. L'inserviente trova un pretesto per allontanare i due ROM mentre la testa che ora utilizza il corpo del dismesso Marko lo aiuta a riprendersi.
Omega Doom giunge appena in tempo per salvare la barista, sconfiggendo Blackheart in un duro combattimento.
Zinc ancora viva e redenta si schiera con l'inserviente e la Testa, tutti e tre con la volontà di migliorare il mondo che sta rinascendo.
Omega Doom riparte per continuare la sua missione.

## Ambientazione
Il film si svolge in un inverno nucleare tra le macerie del parco tematico Buena Park California che riproduce edifici di varie allocazioni del mondo. È una planimetria che il protagonista osserva all'inizio del film a fornire questa informazione allo spettatore, con indicazioni quali "Old Europe Town", "Medieval Japan", "Dodge City" o "Future Slade",  e con rottami di giostre e trenini sparsi lungo le strade.

## Le fazioni
Al Buena Park California le bande rivali sono quelle dei ROM e degli Androidi.
I ROM, dal corpo femminile e molto rassomiglianti l'uno all'altro tanto da dare l'idea di una produzione in serie, rappresentano l'ultima generazione di robot guerrieri. Odiano gli umani.
Gli Androidi, assai diversi tra loro, seppur male organizzati e tecnologicamente superati sono considerate macchine letali. La loro memoria è decisamente inferiore, ma la capacità di adattamento è notevole.

## Personaggi
(la Testa)
Omega Doom - È un "Ibrido 5.5" riprogrammato con un ideale e in grado di distinguere le macchine buone da quelle malvagie. Ha sorprendenti doti di combattimento, superiori a quelle degli altri robot.
La Testa - Gli androidi hanno utilizzato il suo corpo per i ricambi. Insegnava programmazione di androidi ed era diretto a Las Vegas perché aveva sentito di una comunità di umani che voleva ricominciare e desiderava ricominciare ad insegnare. Rappresenta l'elemento comico della storia, con il suo esprimersi in modo ironico e le accentuate movenze disordinate.
Blackheart - Capo dei ROM. Un vero soldato, ma impulsiva. La sua specializzazione è individuare la più piccola traccia di essere umano.
Iron Face - Uno dei ROM. È intelligente, ma obbligata ad obbedire a Blackheart; forse troppo sicura delle sue capacità.
Zinc - Uno dei ROM. Descritto come una macchina di morte, si scopre essere la più coscienziosa e riflessiva del trio.
Zed - Capo degli Androidi. Decisamente più evoluta rispetto ai suoi compagni. Sicura di sé, ma assai riflessiva, preferisce una morte lenta ad una più rapida ed indolore.
Marko - L'androide che ha decapitato la Testa. È un vero psicopatico, istintivo e sbruffone.
Zed Too - Il braccio destro di Zed. Completamente agli ordini del suo capo per il quale farebbe tutto.
Titus - Uno degli Androidi. Ha una maschera di ferro sul volto. Il suo ruolo è davvero marginale nel contesto della storia.
Inserviente del Bar - Programmata per lavori di bassa manovalanza. Vende acqua alle due bande da quando si sono stabilite in quel parco, lasciata vivere perché il suo locale è una zona franca che attira i viaggiatori. Era un robot balia prima della Grande Guerra.